# Proyecto Calán Tololo

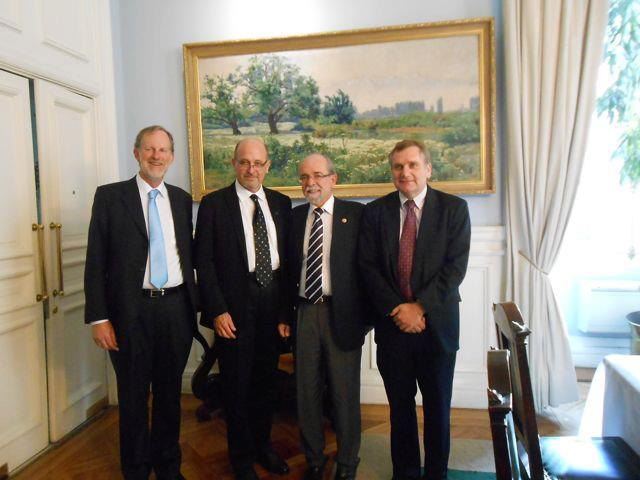
Miembros del equipo del Proyecto Calán Tololo en 2002. De izquierda a derecha: Mark Phillips, Nicholas Suntzeff (ambos estadounidenses), José Maza y Mario Hamuy (ambos chilenos).
El Proyecto Calán Tololo (C&T) fue una investigación astronómica de estudio de supernovas realizada en Chile entre los años 1989 y 1996, desarrollada por el Departamento de Astronomía de la Facultad de Ciencias Físicas y Matemáticas de la Universidad de Chile, ubicado en Cerro Calán, Santiago; y el Observatorio Interamericano Cerro Tololo, ubicado en la Región de Coquimbo, administrado por la Asociación de Universidades para la investigación de la Astronomía, AURA.
El proyecto hizo aportes significativos a la medición de distancias en el Universo, contribuyendo a que en 1998 se descubriera la aceleración de la expansión del Universo. Este hallazgo fue realizado por dos equipos científicos internacionales: The High-Z SN Search Team y el Supernova Cosmology Project. Como consecuencia de este descubrimiento, el 4 de octubre de 2011 recibieron el premio Nobel de Física los astrónomos Saul Perlmutter, Brian P. Schmidt y Adam Riess.
La Real Academia de Ciencias de Suecia (ente que entrega el Premio Nobel), hizo un reconocimiento explícito al proyecto Calán Tololo, en su «scientific background».

## Antecedentes científicos previos
En el año 1970 el astrónomo Allan Sandage escribía: «la cosmología práctica consiste en la "Búsqueda de dos Números", la constante de Hubble (H0) y el parámetro de desaceleración (q0)»  La misión del proyecto Calán/Tololo consistía en buscar datos tanto para la determinación de H0, así como datos para develar el valor de q0. Durante su funcionamiento logró aportar la mitad de los datos necesarios para dichos objetivos.
En primer lugar, Freedman et al. (2001) establecieron el valor más aceptado para la constante de Hubble (H0=72 km/s/Mpc). Dicho resultado se basó en tres elementos: 
- La distancia a la Nube Grande de Magallanes

- El diagrama de Hubble de las supernovas tipo Ia

- La calibración de las distancias a las galaxias anfitrionas de las supernovas tipo Ia. Freedman et al. utilizaron otros indicadores de distancias en su artículo,[4] pero fueron los datos de las supernovas los que le dieron el peso al resultado. Las otras técnicas eran mucho menos precisas. De este modo, la mitad del trabajo en la determinación de la constante de Hubble provino de los datos del telescopio espacial (la calibración de las distancias a las galaxias anfitrionas) y la otra mitad "provino de 36 supernovas cercanas (26 de C&T y 10 del programa CfA, Riess et al. 1999).[4]

En segundo lugar, en el descubrimiento de la expansión acelerada del Universo por los dos equipos rivales, liderados por Perlmutter y Schmidt, los datos del proyecto C&T sirvieron como base de las mediciones que estos equipos complementaron con sus observaciones.

## Historia
Desde que Edwin Hubble, en 1929, identificó «las variables Cefeidas en galaxias cercanas», la comunidad científica supo que el universo se estaba expandiendo. En las décadas siguientes de aquel revolucionario descubrimiento la comunidad astronómica dedicó esfuerzos significativos para medir el parámetro de desaceleración, medida que prometía determinar la geometría y el destino del Universo. Hasta hace una década, la medición de la desaceleración no era factible, debido a la ausencia de un indicador de distancia preciso y confiable que pudiera aplicarse a objetos distantes.
Ante dicha situación, en el año 1989, Mario Hamuy —para ese entonces ayudante de investigación en Cerro Tololo y Magíster en Física de la Universidad de Chile— inició una investigación científica con el objetivo de descubrir supernovas SNs australes y estudiar su utilidad como indicadores de distancia. El proyecto se denominó «Calán-Tololo»  esfuerzo científico que con contó con la colaboración de miembros de CTIO como: Mark Phillips, Nicholas Suntzeff, Robert Schommer y Lisa Wells; y con los astrónomos José Maza y Paulina Lira del Departamento de Astronomía de la Universidad de Chile. El resultado de este esfuerzo, fue que luego de cuatro años descubrieron 50 supernovas, en el rango de z = 0,01 hasta 0,1.
Posteriormente, C&T logró un resultado clave: las supernovas tipo Ia —basadas en la explosión de enanas blancas— no son «patrones lumínicos perfectos» —perfect standard candles, en inglés—, no obstante tener una dispersión intrínseca de aproximadamente 0.3-0.6 mag. Luego de ello, y tras el estudio inicial realizado por Mark Phillips en el año 1993, C&T demostró que la luminosidad máxima de las supernovas Ia está altamente relacionada con la tasa de disminución de la luz de la supernova desde su máximo. C&T demostró, entonces, que basado en la evolución fotométrica de las primeras tres semanas de la explosión de una supernova Ia, es posible corregir el diferencial de luminosidad intrínseca de estos objetos y por tanto usarlos como indicadores de distancia de alta precisión, sigma = 0,15 mag.
Este último resultado permitió al equipo científico determinar un valor de 63 + /-4 km/s/Mpc para, la constante de Hubble e hizo posible la medición del —hasta ese momento— esquivo parámetro de desaceleración.
Posteriormente, dos grupos de astrónomos internacionales: el High-z Team y el Supernova Cosmology Project, aplicaron dicho método a las supernovas tipo Ia distantes. Al comparar las supernovas tipo Ia distantes con aquellas obtenidas por el Proyecto Calán Tololo, luego de ello ambos grupos —de forma independiente—informaron de un hallazgo que cambiaría la forma de entender el universo: al contrario de las expectativas, el universo está —en este momento—acelerándose «Riess et al 1998, Perlmutter et al», 1999.
Incluso más, estas observaciones parecen demostrar que esta aceleración se debe a una energía del vacío que permea el espacio y que actúa como una fuerza repulsiva a gran escala, esto luego sería bautizado como Energía Oscura.

## Principales logros científicos de C&T
Al momento de iniciarse la investigación Calán/Tololo, no existían las herramientas científicas para medir distancias con la precisión necesaria como para detectar la aceleración del Universo. Esta situación había cambiado dramáticamente hacia 1993-1994, luego que el proyecto había:
- descubierto 29 supernovas de tipo Ia

- registrado las curvas de luz más precisas nunca obtenidas hasta la fecha, gracias a la nueva tecnología CCD recientemente adoptada

por la astronomía
- Demostrado que las supernovas tipo Ia no eran patrones lumínicos perfectos

- Demostrado que la calibración de Phillips (1993) era cualitativamente correcta

- Demostrado la dependencia de las luminosidades de las supernovas Ia con el tipo morfológico de sus galaxias anfitrionas

- Establecido un método para corregir las luminosidades de las supernovas por la extinción por polvo de la galaxia anfitriona, «la

Ley Lira»
- Obtenido la calibración de las luminosidades de las supernovas tipo Ia

- Establecido las herramientas clave para la determinación de distancias con una precisión nunca antes alcanzada.

## El aporte al Premio Nobel de Física 2011
El proyecto Calán Tololo fue reconocido por la Real Academia de Ciencias de Suecia, el día de octubre de 2011 —en su documento Scientific Background on the Nobel Prize in Physics 2011—, debido a su aporte esencial al Descubrimiento de la Aceleración de la Expansión del Universo.
El texto destaca en su página 11: «Paralelamente, curvas de luz de varias supernovas tipo Ia cercanas estaban siendo medidas en el curso del proyecto Calán/Tololo Supernova Survey encabezado por Mario Hamuy, Mark Phillips, Nicholas Suntzeff del Observatorio Inter-Americano Cerro Tololo en Chile y José Maza de la Universidad de Chile. Estos datos resultaron esenciales para demostrar que las supernovas tipo Ia eran útiles como patrones lumínicos. Este avance fue posible utilizando una relación entre la máxima luminosidad y el tiempo de decaimiento, demostrada por Mark Phillips, para recalibrar las supernovas tipo Ia a un perfil estándar.»

## Consecuencias de la observación de las supernovas tipo Ia
- El Universo está en aceleración y la expansión continuará por siempre.

- La mitad del experimento se hizo en Chile, por astrónomos chilenos y estadounidenses; sin los datos del Calán/Tololo este descubrimiento de la aceleración no habría sido posible.

- Existe un tipo de fuerza “repulsiva” en la naturaleza cuyo origen aún permanece desconocido.

- El experimento de las supernovas produjo una revolución en la astrofísica contemporánea.

- La cantidad de energía asociada a esta fuerza constituye el 70% de toda la energía del Universo y se denomina energía oscura.

## Integrantes del Proyecto Calán Tololo (por orden alfabético)
- Roberto Antezana: Ayudante de investigación del Departamento de Astronomía de la Universidad de Chile, además es uno de los astrofotógrafos más respetados de Chile. Realizó estudios superiores en la Facultad de Bellas Artes de la U. de Chile (1980). Ingresó al Observatorio Cerro Calán (DAS) el año 1989. Adicionalmente, ha realizado una serie de cursos de capacitación en espectros y núcleos activos en la Facultad de Ciencias Físicas y Matemáticas, de la Universidad de Chile.

- Roberto Avilés: Ayudante de investigación astronómica del Proyecto C&T

- Luis E. González: Asistente de investigación del Departamento de Astronomía de la Universidad de Chile, actualmente trabaja en la detección de supernovas en el programa Chilean Automatic Supernova sEarch (Chase- Calán). Tiene una amplia experiencia en observación astronómica y manipulación de instrumentos de observación. Relativo a su formación académica él es Técnico Electrónico del Instituto Politécnico de la Universidad de Chile, obtenido el año 1975.

- Mario Hamuy: Investigador principal —P.I. por sus siglas en inglés— del Proyecto Calán Tololo, es actualmente profesor titular del Departamento de Astronomía de la Universidad de Chile. Respecto a su formación académica: Con respecto a su formación científica es Doctor en Astrofísica de la Universidad de Arizona (EE.UU.); Magíster y Licenciado en Física de la Universidad de Chile.

- Paulina Lira: Es profesora – desde el año 2002- del Departamento de Astronomía (DAS) de la Universidad de Chile. Actualmente es coordinadora de postgrado del DAS. Su formación académica incluye haber obtenido un Doctorado en Astronomía en la Universidad de Edimburgo «Inglaterra» y la Licenciatura en Física, en la Universidad de Chile.

- José Maza: Astrónomo y uno de los miembros fundadores del Proyecto Calán Tololo, especialista en la detección de supernovas. Representaba a la Universidad de Chile, durante el desarrollo de este esfuerzo científico. Actualmente, es profesor titular del Departamento de Astronomía de la Universidad de Chile. Su formación académica incluye haber obtenido su Doctorado en Astronomía en la Universidad de Toronto (1979) y la Licenciatura en Astronomía en la Universidad de Chile (1973).

- Mark M. Phillips: Durante el desarrollo del proyecto C&T era subdirector del Observatorio Interamericano Cerro Tololo. Es reconocido por su trabajo en las supernovas SN1986G y SN1987A y especialmente por la Relación de Phillips (Phillips Relationship), que permitió el uso de las supernovas tipo Ia como patrones lumínicos, lo que condujo a la medición precisa de la constante de Hubble H0 y el parámetro de desaceleración q0,[7] lo que posteriormente implicaría la existencia de energía oscura o constante cosmológica del Universo. Fue uno de los miembros fundadores del proyecto Calán/Tololo. Obtuvo su doctorado en Astronomía y Astrofísica en la Universidad de California, Santa Cruz. Actualmente es Director Asociado del Observatorio Las Campanas.

- Robert Schommer«fallecido»: Astrónomo observacional estadounidense, formaba parte del personal de CTIO, durante el desarrollo del proyecto Calán Tololo. Relativo a su formación académica realizó su doctorado en Astronomía en la Universidad de Washington (1977) y su Licenciatura en Física en la Universidad de Chicago (1970).

- Nicholas B. Suntzeff: Fue uno de los miembros fundadores del Proyecto Calán Tololo, y posteriormente uno de los dos fundadores del High Z Supernova Search junto a Brian Schmidt. En 1986, Suntzeff trabajando en conjunto con Mark Phillips y usando las – en ese entonces- nuevas cámaras CCD produjeron la primera curva de luz moderna de una supernova. Sus estudios de doctorado en astronomía y astrofísica los realizó en la Universidad de California Santa Cruz. Actualmente es profesor de astronomía en la Texas A&M University.

- Lisa Wells: Parte del Equipo de CTIO durante el proyecto Calán Tololo, trabajaba como asistente de investigación y como contraturno de Mario Hamuy, en las sesiones de observación.

- Marina Wischnjewsky «fallecida»: Nació en la antigua Yugoslavia, sus padres eran rusos. Otrora asistente de investigación del Departamento de Astronomía de la Universidad de Chile, se especializó en el trabajo de placas fotográficas, material esencial para la detección de supernovas (durante el Proyecto Calán Tololo). En diciembre de 1980 descubrió la supernova 1980N, en NGC1316, Fornax A, una galaxia del cúmulo de Fornax.

## Financiamiento
El proyecto Calán/Tololo fue financiado con aportes de la Universidad de Chile, el Observatorio Inter-Americano de Cerro Tololo, y el programa Fondecyt 1920312 ("Search for Supernovae") de CONICYT.